# Guaymate (ort)
Guaymate är en ort i Dominikanska republiken.   Den ligger i provinsen La Romana, i den östra delen av landet, 110 km öster om huvudstaden Santo Domingo. Guaymate ligger 88 meter över havet och antalet invånare är 6 224.
Terrängen runt Guaymate är platt. Runt Guaymate är det tätbefolkat, med 343 invånare per kvadratkilometer. Närmaste större samhälle är La Romana, 17,8 km söder om Guaymate. Omgivningarna runt Guaymate är en mosaik av jordbruksmark och naturlig växtlighet.